# Cangrande I. della Scala

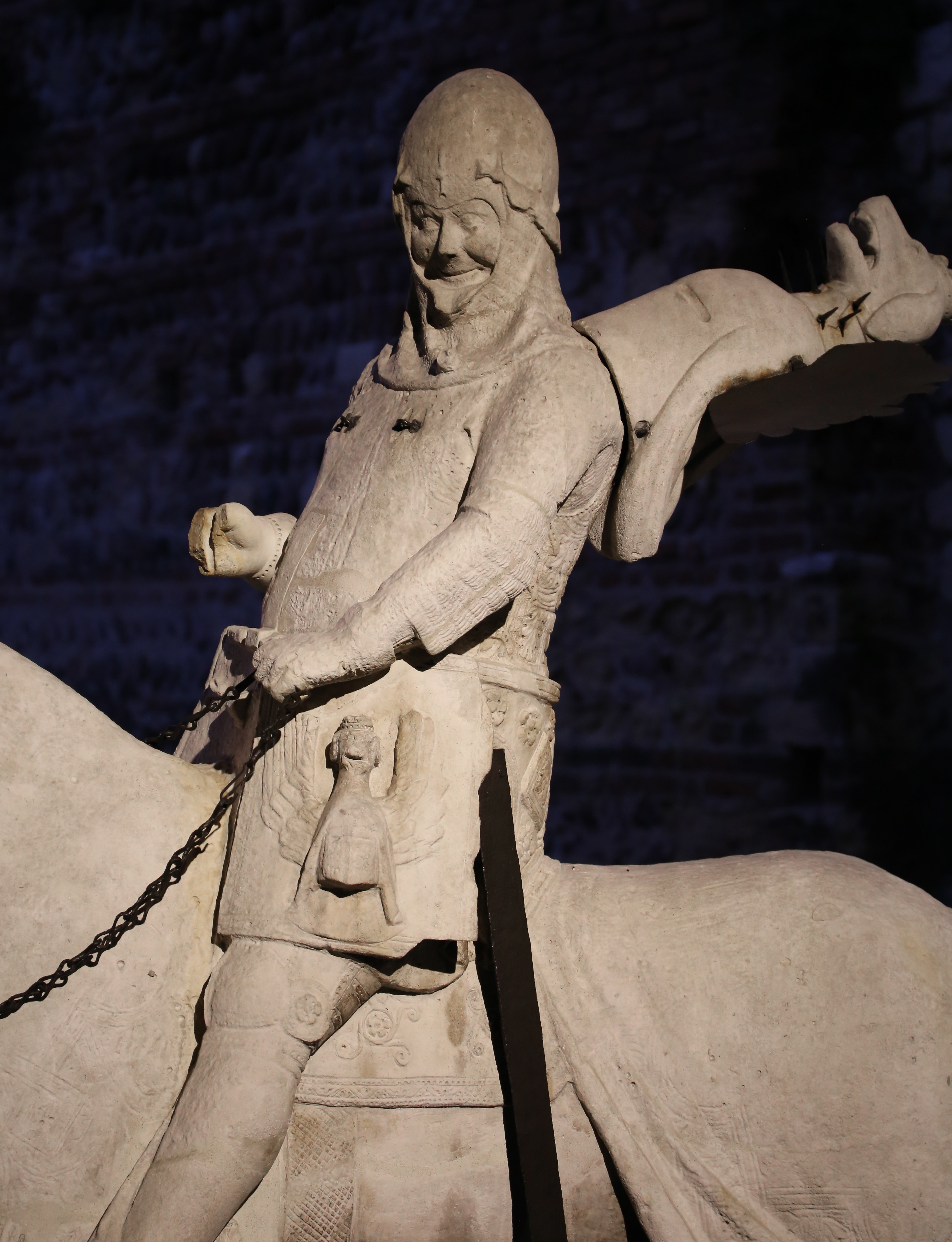
Reiterstandbild von Cangrande I. della Scala

Cangrande I. della Scala, getauft als Canfrancesco della Scala, (* 9. März oder 9. Mai 1291; † 22. Juli 1329 in Treviso) war Herr von Verona. Er war zwischen 1308 und 1329 der vierte Herrscher aus der Signoria der Scaliger und regierte bis 1311 zusammen mit seinem älteren Bruder Alboino della Scala. Nach Giovanni Boccaccio war er einer der nobelsten und edelsten Herren in Italien. Dante Alighieri setzte noch zu Lebzeiten hohe Erwartungen in ihn und hoffte, dass er Italien ein neues Gesicht geben könne. Giovanni Villani behauptete, obwohl er ein Anhänger der Guelfen war, dass seit Ezzelino III. da Romano kein anderer Tyrann reicher und mächtiger gewesen sei.

## Leben
Cangrande I. della Scala war der drittgeborene und damit jüngste Sohn von Alberto I. della Scala und seiner Gattin Verde di Salizzole. Sein genaues Geburtsdatum ist umstritten. Nach der von Hans Spangenberg 1892 veröffentlichten Biographie über Cangrande wurde er am 9. März 1291 geboren. Der Mediävist Gian Maria Varanini hält den 9. Mai allerdings für das glaubhaftere Geburtsdatum.
Über seine Kindheit und Jugend liegen nur sehr spärliche Informationen vor. Bekannt ist, dass er bereits als Kind Cangrande (deutsch großer Hund) gerufen wurde. Angeblich weil er seiner Mutter nach der Empfängnis im Traum als Hund erschienen sei, der mit seinen Hundegebell die Welt beherrscht hätte.
Noch im Kindesalter wurde er 1294 zusammen mit seinem Bruder Bartolomeo I. zum Ritter geschlagen. Zugleich wurde seine Hochzeit mit einer Bonacolsi arrangiert. Nach dem Tod seines Vaters 1301, wurde der zehnjährige Cangrande unter die Obhut seines ältesten Bruders Bartolomeo I. gestellt, der aber bereits 1304 starb. Ein Jahr darauf verstarb auch seine Mutter, so dass sein Bruder Alboino, seit 1304 Herr von Verona, sich um ihn annahm.
An der Seite seines Bruders nahm er womöglich im März 1307 zum ersten Mal an einem Feldzug teil. Ob er direkt an den Kämpfen beteiligt war, ist dabei ebenso wenig belegt, wie seine Beteiligungen an den nachfolgenden Feldzügen im Krieg gegen die guelfischen Este im darauffolgenden Jahr sowie 1309 gegen die Torriani. Das Kriegshandwerk hatte er bei seinem Schwager Bailardino Nogarola erlernt.

### Signoria
Ab 1308 stand Cangrande I. seinem Bruder als Mitregent zur Seite. Da er während der Doppelregentschaft insbesondere militärisch als Heerführer hervortrat, wurde er in der Vergangenheit fälschlicherweise oftmals seine militärische Führungsrolle in der Regentschaft hervorgehoben. In politischen Angelegenheiten war er seinem Bruder Alboino zweifellos untergeordnet. Im gleichen Jahr heiratete er Johanna von Antiochia, eine Enkelin Friedrich von Antiochias und somit Urenkelin des Stauferkaisers Friedrich II. Ihre ältere Schwester Costanze von Antiochia war mit seinem ältesten Bruder Bartolomeo I. verheiratet gewesen, während eine andere Schwester ebenfalls mit einem Scaliger verheiratet worden war. Aus der Ehe mit Johanna gingen keine Kinder hervor. Cangrande war aber Vater mehrerer unehelicher Kinder.

#### Aufstieg
Mehrere Faktoren förderten seinen weiteren Aufstieg, darunter seine Nähe zum römisch-deutschen König und späteren Kaiser Heinrich VII. Die Haltung Cangrandes I. und seines Bruders dem Reich gegenüber war allerdings ambivalent und von starken Eigeninteressen geprägt. Zwar huldigten die beiden Brüder Heinrich VII. während seines Italienzuges, teilten aber nicht vollständig dessen Italienpolitik. So widersetzten sie sich erfolgreich der von Heinrich VII. angestrebten Rückkehr der aus Verona vertriebenen Guelfen, mit der der König einen friedlichen Ausgleich im Streit zwischen Guelfen und Ghibellinen anstrebte. Dennoch wurden die beiden Scaligerbrüder, die vorher auf ihr Amt als Capitano del Popolo verzichtet hatten, vermutlich am 7. März 1311 von Heinrich VII. zu Reichsvikaren ernannt. Vermutlich weil sie dem König eine nicht unbedeutende Summe zukommen ließen und ihm militärische Unterstützung versprachen.
Bereits wenige Wochen später beteiligte sich Cangrande I. an der Unterwerfung Vicenzas durch die Truppen Heinrichs VII. In der Stadt hatte sich Widerstand gegen Padua geregt und Heinrich VII. nutzte die Gelegenheit, Vicenza Padua zu entreißen, nachdem das guelfische Padua sich zuvor geweigert hatte, den Tributforderungen des Königs nachzukommen. Nach der Einnahme im April 1311 gelang es Cangrande I., wichtige Posten in Vicenza mit seinen Vertrauensleuten, wie den Castelbarco, zu besetzen. Die Einnahme Vicenzas trug wesentlich zu den Spannungen mit Padua bei, die die politischen und militärischen Auseinandersetzungen Cangrandes I. mit Padua in den nächsten fünfzehn Jahren bestimmen sollten.

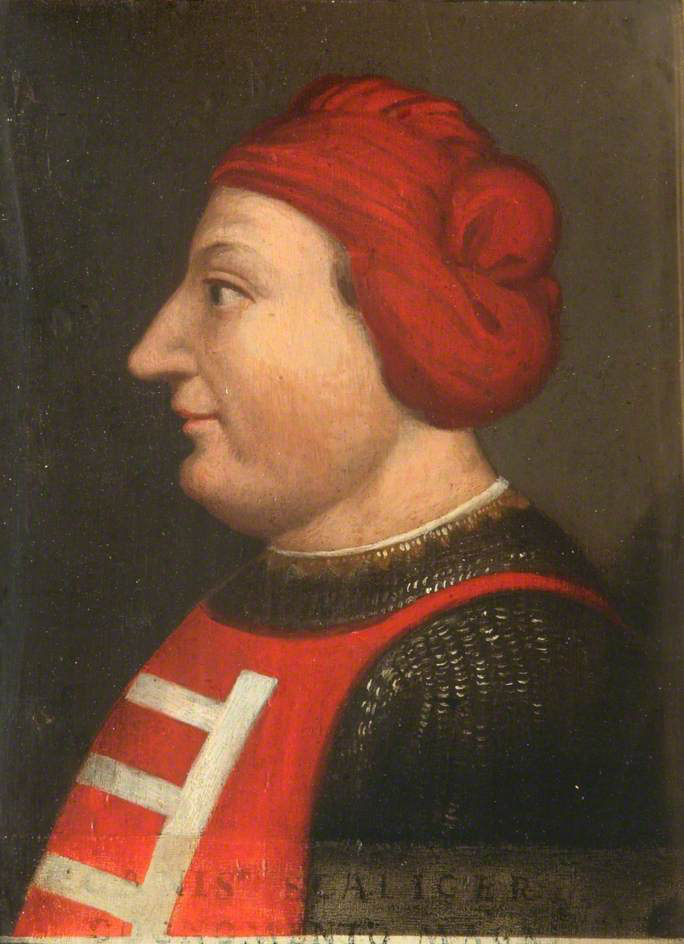
Gemälde Cangrandes I. aus dem 17. Jahrhundert

Nach dem Fall von Vicenza band er sich nach Spannenberg uneingeschränkt an den König, um damit auch das von ihm angestrebte Reichsvikariat über die Stadt am Bacchiglione zu erhalten. Im Mai 1311 unterstützte er jedenfalls erneut Heinrich VII. bei der Belagerung des guelfischen Brescia. Nach Varanini konsolidierte er mit Beteiligung nicht nur das Ansehen der Scaliger im Lager der Ghibellinen, sondern auch seine eigene Position. Nach Ende der viermonatigen Belagerung und der Einnahme der Stadt im September folgte er dem König, der in Pavia einen Hoftag der oberitalienischen Städte einberufen hatte. Im November des gleichen Jahre hielt er sich im Gefolge des Königs in Genua auf, als ihn die Nachricht des im Sterben liegenden Bruders erreichte, der bei der Belagerung von Brescia erkrankt war. In aller Eile kehrte er nach Verona zurück, um ein Machtvakuum zu vermeiden, den Padua für einen Angriff hätte ausnützen können.
Mit dem Tod seines Bruders am 29. November 1311 war Cangrande I. der uneingeschränkte Herr von Verona. Seine Führungsrolle wurde von keinem anderen Familienmitglied in Frage gestellt. Intrigen und familiäre Machtkämpfe blieben ihm während seiner Regentschaft erspart, was wesentlich dazu beitrug, dass er sich auf andere Dinge, wie die Ausdehnung seines Machtbereichs konzentrieren konnte. Mit eisernem Willen verfolgte er dabei seine von ihm durchaus realistisch eingeschätzten Ziele, wobei er meist skrupellos in der Wahl seiner Mittel war. Der raue Kriegsherr zeigte sich aber zugleich an Kunst und Wissenschaft interessiert und sammelte einige der bedeutendsten Künstler seiner Zeit um sich, wie Dante und Giotto.

#### Konflikt mit Padua
Ende Januar 1312 wurde Cangrande I. auch zum Reichsvikar von Vicenza ernannt, wobei er für den Titel erneut tief in die eigene Tasche greifen musste. Wenig später wurde ihm von den Ratsherren mit dem Arbitrium die Exekutiv zugestanden. Womit er de facto zum Herrn von Vicenza wurde. Als Podestà setzte Cangrande I. seinen Schwager und engen Vertrauten Bailardino Nogarola ein.
Mit der Übernahme von Vicenza brach der schwellende Konflikt mit Padua offen aus. Waren es zunächst die Anhänger der Guelfen in Vicenza, die mit Hilfe von Padua versuchten ihre Macht wiederherzustellen, griff Padua ab Juni 1312 direkt in den Konflikt ein. Streitpunkt war dabei auch die Kontrolle um den Fluss Bacchiglione, der beide Städte mit Wasser versorgte. Cangrande I. ließ es sich dabei nicht nehmen, selbst am Kriegsgeschehen teilzunehmen. Im Kampf gegen Padua verbündete er sich mit dem Grafen von Görz Heinrich II. Auch den Herrn von Treviso Guecellone VII. da Camino, der zuvor noch im Lager der Guelfen stand und Padua unterstützte, konnte er für seine Zwecke gewinnen. Das Bündnis mit Treviso sollte durch eine Doppelhochzeit zwischen den da Camino und den della Scala gefestigt werden. Bevor es jedoch dazu kam, wurde Guecellone im Dezember 1312 von den Guelfen der Stadt gestürzt.
Gekennzeichnet war der Krieg mit Padua, durch eine Reihe von kürzeren Feldzügen herumplündernder Heere, bei denen gelegentlich vom Gegner gehaltene Burgen eingenommen wurden, während die Belagerung der größeren Städte alle erfolglos abgebrochen wurden. Unterstützt und getragen von verschiedenen Condottieri sowie von innerstädtischen Fehden zog sich der Konflikt hin. Als sich Kriegsmüdigkeit breit machte und sich Friedensverhandlungen abzeichneten, wollte Padua sich in eine bessere Verhandlungsposition bringen und rückte mit seinem Heer unter der Führung des Podestà Ponzino Ponzoni im September 1314 auf Vicenza zu. In der anschließenden Schlacht vor den Toren von Vicenza konnte das zahlenmäßig unterlegene und von Cangrande I. angeführte Scaliger-Heer Padua eine empfindliche Niederlage beibringen. Unter den etwa 1500 gemachten Gefangenen war auch der Dichter und Geschichtsschreiber Albertino Mussato, der Cangrande I. später mit dem Tyrannen Ezzelino III. da Romano verglich. Wenige Wochen nach dem ruhmreichen Sieg Cangrandes I. vermittelte Venedig im Oktober 1314 einen brüchigen Frieden zwischen ihm und Padua, dem sich im Dezember des gleichen Jahres auch Treviso anschloss.

#### Führer der Ghibellinen und zweiter Krieg gegen Padua

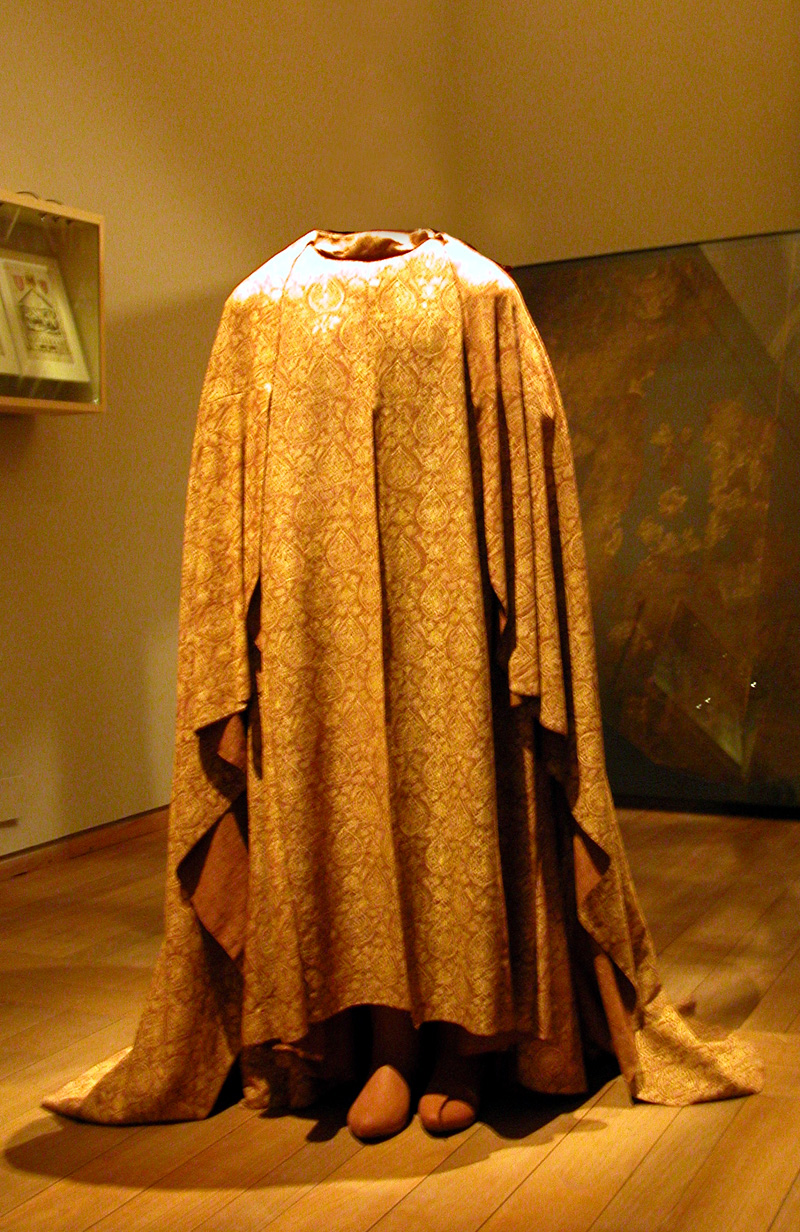
Das Totenkleid von Cangrande I.

In der Zwischenzeit war Kaiser Heinrich VII. verstorben und Cangrande I., der nach wie vor Reichsvikar war, bildete zusammen mit den Visconti in Mailand und den Bonacolsi in Mantua das Rückgrat des monarchischen Lagers in Oberitalien. Zwischen 1315 und 1316 blieben die immer noch angespannten Beziehungen mit Padua friedlich, so dass sich Cangrande I. anderen Brennpunkten zuwenden konnte. Im Frühjahr 1315 unterstützte er den Angriff der Visconti auf Parma. Im Oktober des gleichen Jahres griff er mit Rinaldo dei Bonacolsi das guelfische Cremona an und unterstützte nach der Einsetzung von Giberto III. da Correggio als Herrn von Cremona den Aufstand der Ghibellinen in Parma.
Nach dem Tod Papst Clemens V. 1314 und der anschließenden Vakanz, wurde 1316 Johannes XXII. zum Papst gewählt. Unter dem  neuen Papst erfuhren die oberitalienischen Guelfen einen neuen Aufschwung, interne Rivalitäten konnten unterdrückt und eine gemeinsame Linie gegen das monarchische Lager gefunden werden. Die Offensive der Guelfen brachte Cangrande I., der im März 1317 von König Friedrich dem Schönen in seinem Amt als Reichsvikar bestätigt wurde, im Frühjahr 1317 in eine bedrängliche Lage. So musste er in aller Eile einen Feldzug im Umland von Brescia abrechen, als ein Heer aus Padua im Mai 1317 erneut auf Vicenza marschierte. Mit Geschick gelang es ihm nicht nur den Angriff abzuwehren, sondern auch jegliche Hoffnungen der guelfischen Anhänger auf eine Rückkehr zur Macht zu zerschlagen. Dabei zeichnete er sich durch seine Ritterlichkeit aus, was mit zu seiner Legendbildung beitrug, als er im Kampf verletzte aus Verona stammende Anhänger der Guelfen, die die Scaliger stets bekämpft hatten, nicht nur verschonte, sondern versorgen ließ. Im Sommer des gleichen Jahres schickte er zur Festigung der Ghibellinen Leute seines Vertrauens nach Parma und Modena, die jeweils das Amt des Podestà besetzten. Zugleich unterstützte er die Este Rinaldo II. und Obizzo III. in Ferrara im Kampf gegen die vom König von Neapel Robert von Anjou angeheuerten Söldnerheere.
Im August 1317 empfing er die zwei päpstlichen Legaten Bernard Gui und Bertrandus de Turre, nachdem Johannes XXII. ihm auferlegt hatte, auf das Reichsvikariat zu verzichten. Seine ablehnende Haltung brachte ihm im April 1318 die Exkommunikation ein, die auch in den zwei folgenden Jahren bestätigt wurde. Trotz der gespannten Verhältnisse, hielt sich der Scaliger und sein Hof mit direkten Angriffen auf die Kirche zurück.
Im Winter 1317/18 setzte er seinen Feldzug gegen Padua fort und eroberte Montagnana und Monselice. Ende Januar 1318, nach Varanini erst Anfang Februar, nahm er unterstützt von den Truppen des Uguccione della Faggiola, Guglielmo di Castelbarco und Heinrich von Kärnten Piove di Sacco vor den Toren Paduas ein. Als sich anschließend seinem Heer auch noch fast 400 Ritter von Matteo I. und Galeazzo I. Visconti anschließen und Padua bedrohen, bittet um Padua um die Aufnahme von Friedensgesprächen. Mit Unterzeichnung des Friedens am 12. Februar 1318 endete der sogenannte zweite Krieg gegen Padua.
Als Ergebnis des Friedensschlusses verlor Padua seine kommunale Selbstständigkeit und mit der Ernennung von Giacomo da Carrara zum Capitano del Popolo im Juli 1318 begann de facto die Signoria der Carraresi. Cangrande I. gelangte zudem in den Besitz einiger Burgen, außerdem durften die Anhänger der Ghibellinen nach Padua zurückkehren. Einige Historiker setzen den Frieden auch mit dem Beginn der Scaliger-Herrschaft im Umland von Padua gleich. Sehen darin aber auch den Beginn des Zerfalls des Scaliger-Reiches, da die Scaliger nicht in der Lage waren, sich den örtlichen Gegebenheiten anzupassen und vielmehr versuchten, das mit Venedig handelnde Hinterland von Padua neu auszurichten. Einen Monat nach Padua lenkte auch Treviso ein und schloss mit dem Scaliger ebenfalls Frieden.
Cangrande I. nahm eine immer dominantere Rolle im Lager der Ghibellinen ein und Verona wurde zum ghibellinischen Zentrum für halb Italien. Zwischen Frühjahr und Sommer 1318 zog er gegen Cremona, Brescia und Modena. Im September nahm er den Krieg gegen Treviso wieder auf und eroberte zusammen mit Uguccione della Faggiola Asolo, Monfumo, Montebelluna und andere Orte im Umland von Treviso. Zugleich unterstützte er mit Truppen die Belagerung von Genua durch die lombardischen Ghibellinen. Für seine Rolle als Ghibellinenführer wurde er im Dezember 1318 in Soncino am vermeintlichen Grab von Ezzelino III. da Romano zum Capitano Generale des lombardischen Ghibellinenbundes ernannt.

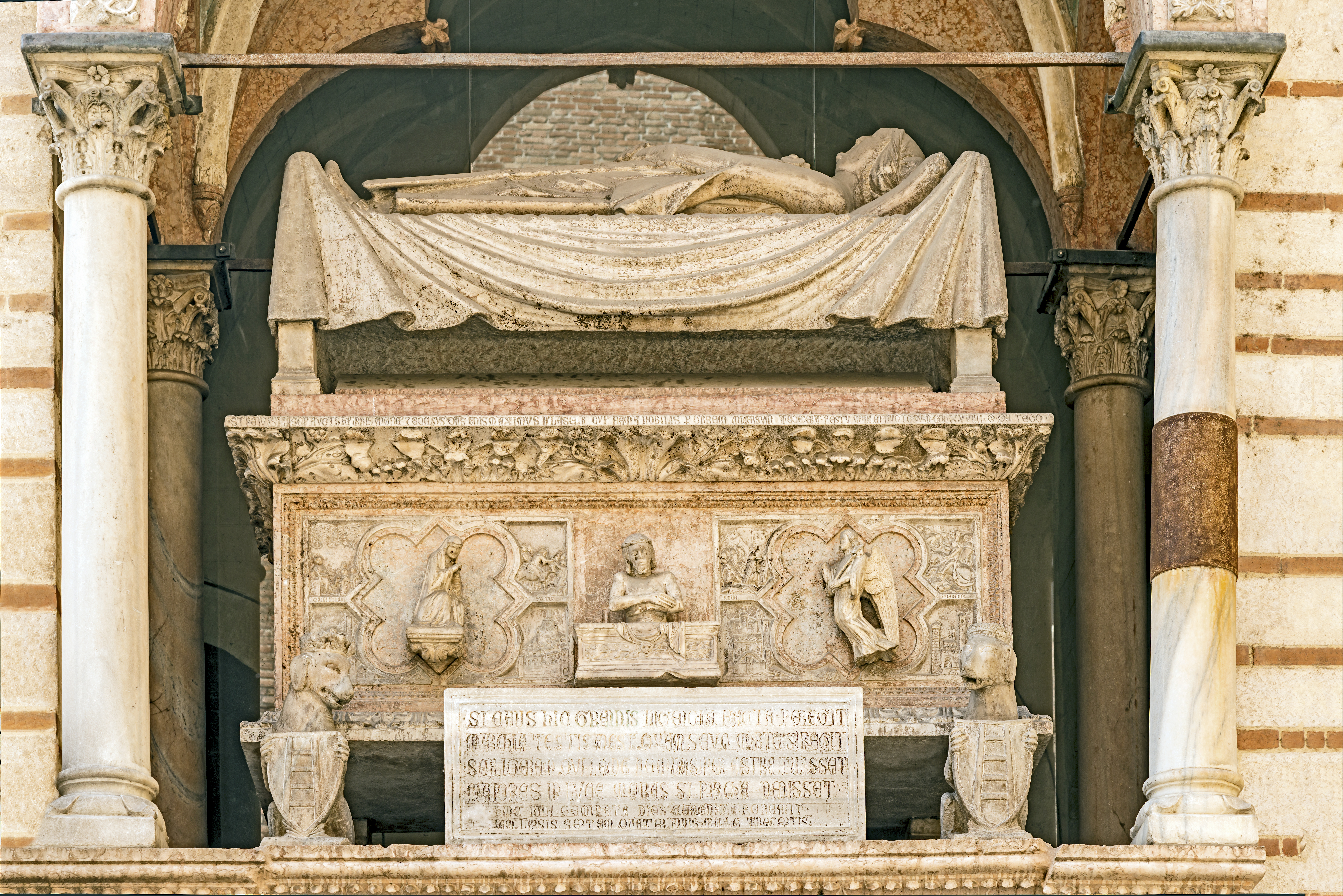
Sarkophag Cangrandes I.

#### Dritter Krieg gegen Padua
Im Frühjahr 1319 zog er sich auf Wunsch Friedrich des Schönen aus dem Umland von Treviso zurück und übergab das Gebiet dem Grafen von Görz Heinrich II. Der Neutralität Trevisos sicher, wandte sich Cangrande I. erneut Padua zu. Da er bereits im September 1310 das Gebiet von Polesine an die Este abgegeben hatte, war er sich sicher, dass auch von den Herren von Ferrara keine Interferenzen zu befürchten seien.
Im Juli 1319 waren die Vorbereitungen für den neuen Feldzug gegen Padua abgeschlossen. Er teilte sein Heer auf, während ein Teil unter Bailardino da Nogarola auf Bassano del Grappa und Cittadella marschierte, zog Cangrande I. mit Uguccione da Faggiola auf Padua zu. Anfang August langte er mit seinem Heer vor Padua an. Damit begann die von Albertino Mussato ausführlich beschriebene Belagerung Paduas, die Cangrande I. mit außergewöhnlichem Einsatz und Mitteln verfolgte. So schnitt er die Versorgung mit Wasser und Lebensmitteln ab, ließ dazu den Bacchiglione umleiten und errichtete vor den Toren der Stadt in Bassanello ein befestigtes Lager, dass er geradezu arrogant Isola della Scala taufte und über einen eigenen Podestà und administrative Einrichtungen zur Kontrolle des Umlandes verfügte. In die Enge getrieben suchte Padua nach Verbündeten und nahm am Ende die Hilfe von Heinrich II. von Götz an, der sich den Wechsel in das gegnerische Lager mit der Signoria über der Stadt bezahlen ließ. Nachdem Cittadella am 1. November 1319 in die Hände des Scaligers gefallen war, wurde Heinrich II. drei Tage später die Regentschaft über Padua anvertraut. Der einbrechende Winter verhinderte eine militärische Konfrontation mit Cangrande I. Am 5. Januar 1320 wurde ein Waffenstillstand unterzeichnet und Padua unter die Obhut von Ulrich I. von Walsee gegeben. Nachdem der Hoftag in Bozen im März 1320 in der Sache ergebnislos geblieben war, nahm Cangrande I. den Krieg sowohl gegen Padua als auch gegen Treviso wieder auf. Zunächst gegen Treviso gewandt, nahm er noch im gleichen Monat erneut Asolo und Montebelluna sowie Nervesa ein, bevor er sich erneut Padua zuwandte und die Belagerung fortsetzte. Einen Vermittlungsversuch von Friedrich des Schönen in Trient im Mai 1320 ließ er platzen. Nachdem ein Entsatzheer unter Ulrich I. von Walsee den Ring der Belagerer durchbrechen konnte, musste sich der verletzte Cangrande I. am 26. August 1320 Hals über Kopf zurückziehen. Der Sieg Paduas kostete Cangrande I. 1700 Mann an Gefangenen und Toten, zudem gingen zahlreiche von den Scaligern gehaltene Burgen verloren.
Nach der schweren Niederlage für Cangrande I. endete der dritte Krieg mit Padua am 24. September 1320 mit der von den Este vermittelten Unterzeichnung des Friedensvertrages.

#### Die letzten Jahre
In der Folge hielt er sich zunächst mit militärischen Aktionen zurück, auch wenn er seine Ambitionen Padua gegenüber nicht aufgab. Er versuchte nun vielmehr die internen Kontraste auszunutzen und unterstützte das ghibellinische Lager in der Stadt. Im Juni 1321 nahm er Feltre und im Oktober 1322 Belluno ein. In beiden Herrschaftsgebieten festigte er seine Macht, in dem er als Statthalter verstärkt Vertreter des lokalen Adels einsetzte.
Um seine Position zu stärken, gab er ab 1321 langsam seine starre ghibellinische Haltung auf. Insbesondere gegenüber den politischen Vorschlägen der päpstlichen Legaten zeigte er sich zunehmend pragmatischer. Die veränderte gesamt politische Lage im Reich nach dem Sieg des Wittelsbachers Ludwig des Bayern über den Habsburger Friedrich den Schönen in der Schlacht bei Mühldorf im September 1322, blieben ohne größere Auswirkungen auf die Bestrebungen Cangrandes I.
Die Aussöhnungsversuche mit der Kurie fanden im Frühjahr 1323 in Mantua ihr abruptes Ende, als bei den Verhandlungen um die Rücknahme der Exkommunikation mit Kardinal Bertrand du Pouget König Ludwig IV. intervenierte und Cangrande I. und dem Bonacolsi auferlegt wurden, sich auf die Seite des Reiches zu stellen und den von den Guelfen bedrängten Viscontis Hilfe zu leisten. Im Juni des gleichen Jahres schlossen sich der Scaliger und der Bonacolsi zu einem Bund mit den Este und dem König zusammen. Und obwohl er dem Bündnis nachkam und sich im März 1324 an der Belagerung von Monza beteiligte, stand er wenige Monate später erneut in Kontakten mit der Kurie.

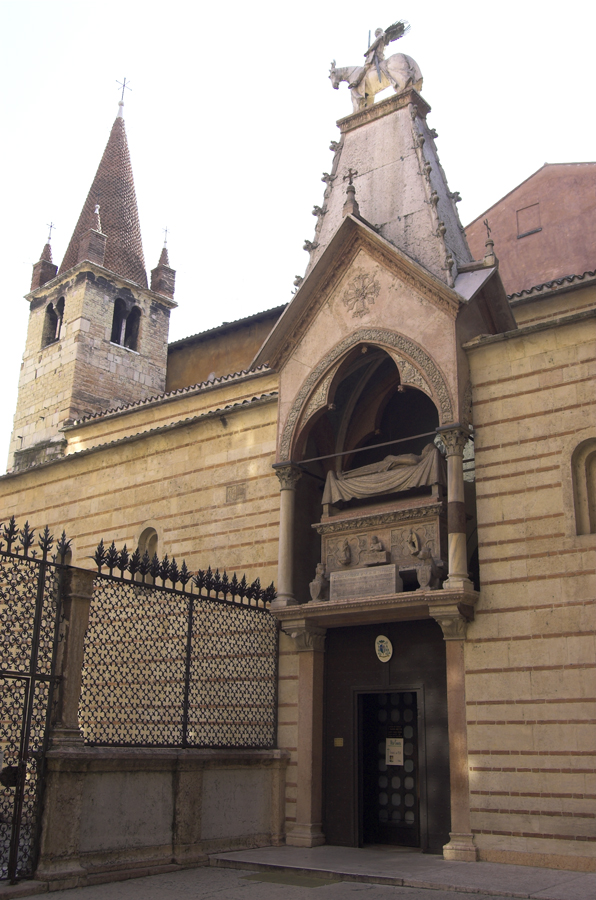
Sein Grabmal über dem Eingang zur Kirche Santa Maria Antica

In Venetien setzten sich die Spannungen mit Treviso und Padua fort, ohne dass es aber zu einem offenen Konflikt kam. Vielmehr handelte es sich um eine Art Guerillakrieg, der immer wieder von Waffenstillständen unterbrochen wurde. Zugleich ließ er die Stadtmauern von Verona ausbauen, da er nach der Unterstützung des guelfischen Paduas durch den Ghibellinen Heinrich II. und den Vermittlungsversuchen von Heinrich von Kärnten im Konflikt mit Treviso und Padua, den Vertretern des Reiches nicht mehr blind traute. 1325 nahm er persönlich an den Feldzügen der Ghibellinen im Umland von Modena teil. Als er im Juli 1325 schwer erkrankt im Bett lag, begann ein Familienstreit um seine Nachfolge, in dem sich die beiden Brüder Mastino II. und Alberto II. della Scala durchsetzten. Der Familienzwist war der erste, der das familiäre Gefüge der Scaliger zum Wanken brachte und die später mit zum Niedergang der Herrscherfamilie beitrugen.
Ob er vor dem Italienzug Ludwigs IV. in Verhandlungen mit Robert von Anjou und Johannes XXII. stand, ist nicht eindeutig geklärt. Beim Treffen mit Ludwig IV. in Trient im Januar 1327 zeigte er sich jedenfalls als harter Verhandlungspartner und drohte in das päpstliche Lager zu wechseln, falls ihm nicht das Reichsvikariat über Padua anvertraut werde, wofür er neben seinem Dienst am Reich zudem 200.000 Fiorini d’oro zu zahlen bereit wäre. Ludwig lehnte ab und verbündete sich mit Heinrich von Kärnten gegen den Scaliger. Nur dank der Vermittlung von Obizzo III. d’Este konnte ein bewaffneter Konflikt vermieden werden. Obwohl er bei seinem Treffen mit Ludwig IV. in Trient sein mächtiges Heer mitführte, um seinen Positionen Nachdruck zu verleihen, wurde ihm lediglich das Reichsvikariat über Verona und Vicenza sowie ein dreijähriger Waffenstillstand mit Heinrich von Kärnten versprochen. Im Sommer darauf war es trotz allem Cangrande I., der das größte Begleitkontingent aller Ghibellinen beim Zug Ludwigs IV. nach Rom stellte.
Im Sommer 1328 half er Luigi I. Gonzaga mit einem von Guglielmo di Castelbarco angeführten militärischen Kontingent, als der aufstrebende Gonzaga seinen bisherigen Verbündeten Rinaldo Bonacolsi als Herr von Mantua am 16. August 1328 gewaltsam ablöste. Was ihn zu dieser für die Scaliger und Verona folgenschweren Entscheidung brachte, ist umstritten. Nach Varannini erscheint es am wahrscheinlichsten, dass er die Lage in Mantua falsch einschätzte. Er schließt aber zugleich nicht aus, dass Cangrande I. mit dem Gedanken spielte Mantua seinen unehelichen Nachkommen zuzuspielen, zumal ihm im April 1329 von Kaiser Ludwig IV. das Reichsvikariat über die Stadt am Mincio verliehen wurde. Die Gonzaga erwiesen sich jedenfalls als untreuer Bündnispartner und wandten sich bereits unter seinem Nachfolger Mastino II. gegen Verona.
Wenige Wochen nach dem Sturz des Bonacolsi gelang es ihm endlich Padua unter seine Kontrolle zu bringen. Dabei hatte sich seine Strategie das ghibellinische Lager zu unterstützen, als erfolgreich herausgestellt. Den aus der Stadt verbannten Ghibellinen gelang es, weite Teile des Umlandes unter ihre Kontrolle zu bringen, da Heinrich von Kärnten sich mit Hilfen zurückhielt, sah der Capitano del Popolo der Stadt, Marsilio da Carrara, sich gezwungen, mit dem Scaliger in Verhandlungen zu treten und Padua zu übergeben. Cangrande I. besiegelte das Bündnis mit der Hochzeit seines Neffens Mastino II. mit Taddea da Carrara, einer Nichte des Carraresi. Am 10. September 1328 marschierte Cangrande I. in Padua ein und übernahm die lang angestrebte Signoria über die Stadt. Marsilio wurde als sein Statthalter eingesetzt und mit dem beschlagnahmten Vermögen mehrerer guelfischer Familien der Stadt belohnt.
Zeitgenössische Geschichtsschreiber beschrieben seine Regentschaft in Padua als „mildes Joch“. Er vermied es weitgehend in den Status quo der Stadt einzugreifen, hielt sich mit Entscheidungen im Hintergrund und überließ die Amtsgeschäfte seinem Statthalter Marsilio da Carrara. Mit der Einverleibung von Padua zeichnete sich aber, wie im Fall der Gonzaga, ein zukünftiger Brennpunkt ab, da die Stadt traditionell wirtschaftlich an Venedig gebunden war, auch wenn Cangrande I. in guten Beziehungen zur Lagunenstadt stand und es vermied die bestehenden Handelsbeziehungen der Stadt mit Venedig in Frage zu stellen.
Anfang Juli 1329 begann er seinen letzten Eroberungszug gegen Treviso, das er bereits 1327 mit der Einnahme von Ceneda eingekreist hatte und das nach dem Fall von Padua mehr oder weniger alleine stand. Gegen Treviso wandte er die gleiche Politik wie in Padua an und übergab die Stadt Guecellone Tempesta, den er als militärische Statthalter einsetzte. Im Gegenzug machte er den Tempesta weitreichende Zugeständnisse und überließ ihnen die Zollrechte und die Judikative über Noale. Zum Podestà ernannte er Pietro dal Verme, der die Geschicke der Stadt auch unter den Nachfolgern Cangrandes I. für die Scaliger leiten sollte, zumal er vier Tage nach seinem Einzug in Treviso am 18. Juli 1329 überraschend in der gerade eroberten Stadt verstarb.
Cangrande I. wurde am 24. Juli zunächst im Presbyterium der Kirche Santa Maria Antica in Verona bestattet. Auch wenn die Indizien für den Bestattungsort laut Napione dürftig sind. Noch im gleichen Jahr ließen seine Nachfolger Mastino II. und Alberto II. einen aus rotem Veroneser Marmor bestehenden Sarkophag anfertigen, der später fälschlicherweise als letzte Ruhestätte seines Vaters Alberto I. della Scala ausgegeben wurde. Erst einige Jahre darauf entstand seine nach dem Vorbild des Grabmals von Guglielmo di Castelbarco errichtete letzte Ruhestätte über dem Eingang der Kirche Santa Maria Antica. Es war das erste Monumentalgrab, der bei der Kirche angelegten Scaliger-Grabmäler. Womöglich war sein unerwarteter Tod und die Eile, mit der man ihm ein anspruchsvolles Grab bereiten wollte, die Ursachen für seine mehrfache Umbettung innerhalb relativ kurzer Zeit.

## Tod durch Digitalisvergiftung
Bis in die jüngste Zeit ging man anhand der vorhandenen Quellen davon aus, dass Cangrande I, eines natürlichen Todes starb. Die meisten Quellen berichten im Zusammenhang mit seinem Tod von einem Unwohlsein und führen letzteres darauf zurück, dass er bei seinem Einzug in Treviso kaltes Quellwasser getrunken habe. Einige beschreiben grob die Symptome als fluxus ventris oder stomachi dolor acutus, aus denen man mit gebotener Vorsicht auf eine Magen-Darm-Erkrankung schließen kann. Vereinzelt ist auch von einer nicht näher beschriebenen Krankheit die Rede. Daneben finden sich aber auch weniger glaubhafte Quellen, mit sich zum Teil widersprechenden, uneinheitlichen und ungenauen Aussagen, die seinen Tod auf eine Vergiftung zurückführen.

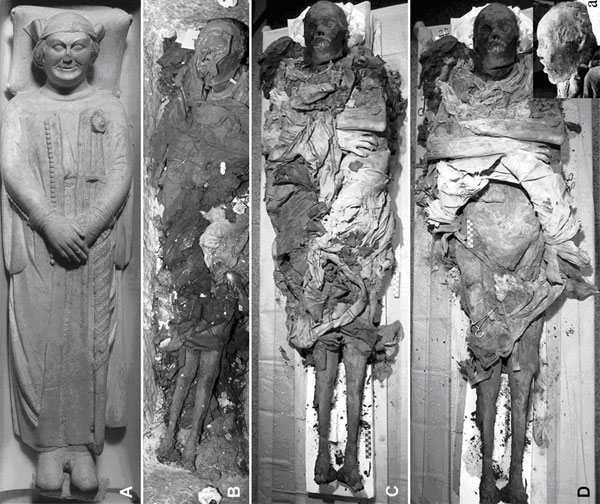
Der Leichnam Cangrandes I. nach der Öffnung des Grabes 2014

Im Jahr 2004 führte ein Team unter Leitung von Gino Fornaciari von der Abteilung für Medizingeschichte und Paläopathologie der Universität Pisa eine Obduktion an der auf natürliche Art konservierten Mumie von Cangrande I. durch. Dabei konnte im Kot des Enddarms (Rectum) Pollen von Fingerhut (Digitalis sp.), echter Kamille (Matricaria chamomilla) und schwarzer Maulbeere (Morus nigra) nachgewiesen werden. Toxikologische Analysen ergaben erhöhte Konzentrationen der beiden Digitalisglykoside Digoxin und Digitoxin in Leber und Kot.
Anhand der gewonnenen paläopathologischen und toxikologischen Daten folgerte Fornaciari zunächst, dass Cangrande I. aufgrund eines Behandlungsfehlers an einer Überdosis durch Digitalis gestorben sei. Er ließ dabei aber offen, ob es sich um eine absichtliche oder unabsichtlich herbeigeführte Digitalisintoxikation handelte. Vermutlich sei der Scaliger wegen einer vermeintlichen Wassersucht, bedingt durch eine virale Leberzirrhose mit Digitalis behandelt worden.
An dieser Version kamen bereits 2004 Zweifel auf, da Digitalis zum Zeitpunkt des Todes von Cangrande I. nicht als Heilmittel bekannt war. In einer 2015 veröffentlichten Studie über die Todesursache, an der auch Fornaciari mitwirkte, wurden deshalb auch multidisziplinäre Erkenntnisse berücksichtigt. Anhand der Quellenlage und der Obduktionsergebnisse kam man zu dem Schluss, dass Cangrande I. durch die orale Einnahme von Digitalis vergiftet wurde. Die in den Quellen beschrieben Symptome wie Erbrechen, Durchfall und Fieber weisen ebenfalls auf eine Digitalsvergiftung hin. Zugleich wurde anhand der Kenntnisse des Fingerhutes als Heilpflanze eine medizinisch, therapeutische Nutzung im 14. Jahrhundert ausgeschlossen. Ob die Toxizität des Fingerhuts zum Zeitpunkt des Todes bekannt war, ist allerdings ungewiss. Dokumentiert ist sie zweifelsfrei erstmals in der Renaissance. Bekannt ist dagegen, dass die Vergiftung von Personen im Mittelalter eine weit verbreitete Praxis war und einige Quellen auf eine Vergiftung Cangrandes hinweisen.
In der vom zeitgenössischen Chronisten Guglielmo Cortusi abgefassten Chronica de novitatibus Padue et Lombardie berichtet Cortusi als einzige Quelle von einer Untersuchung des Todesfalles. So soll nach Cortusi der Leibarzt des Scaligers zu dem Fall befragt und später hingerichtet worden sein.
Offen bleibt, ob die Vergiftung absichtlich oder unabsichtlich herbeigeführt wurde, die vorhandenen Quellen lassen keinen definitiven Schluss in die eine oder andere Richtung zu. Der Fingerhut könnte versehentlich den Heilkräutern beigemischt worden sein, die Cangrande als Aufguss zu sich nahm. Andererseits kann nicht ausgeschlossen werden, dass er den anderen Kräutern absichtlich untergemischt wurde. Unklar ist auch, wer hinter dem Giftanschlag steckte, falls es sich um einen solchen gehandelt hat. Der mächtig gewordene Cangrande war gleich mehreren Nachbarn ein Dorn im Auge. Venedig oder die Visconti könnten ebenso an seinem Tod interessiert gewesen sein, wie seine Nachfolger Mastino II. oder Alberto II.
Die Vergiftung Cangrandes war bei Erscheinen der Studie der einzige bekannte Fall einer Vergiftung mit organischen Substanzen in der paläopathologischen Literatur.